# Elena Ghielmini
Elena Ghielmini (Sorengo, 14 novembre 1942) è una poetessa e scrittrice svizzera, di lingua italiana.

## Biografia
Nasce a Sorengo il 14 novembre 1942, dove vive ancora attualmente. Dopo aver frequentato le scuole dell`obbligo a Sorengo e a Lugano, decide di proseguire gli studi di lingua e commercio a Zugo, ottenendone il diploma e soggiorna 6 mesi in  Inghilterra per l'apprendimento dell'inglese.
Verso i 14 anni inizia a scrivere le sue prime poesie, sebbene la passione era già nata qualche tempo prima, alternando italiano e dialetto ticinese.
Ha lavorato come assistente alla clientela, alternando la funzione di istruttrice di pratica per apprendisti e allievi presso un istituto bancario svizzero.
Dopo la pensione la scrittura di poesie diventa la sua “professione”  preferita, facendole vincere vari premi, tra i quali il più importante è il secondo posto al “Premio Città di Legnano G. Tirinnanzi 2009” per il dialetto ticinese.
Fa parte delle seguenti associazioni: PEN International, ASSI (Associazione Scrittori della Svizzera Italiana), ADS (Autrici e Autori della Svizzera).
Nel 2012 pubblica il romanzo di fiabe Il giocoliere delle gocce e nel 2013 la raccolta di poesie Sguardi perduti, dati alle stampe entrambi tramite la casa editrice Edizioni Ulivo di Balerna.
In seguito sono stati dati alle stampe i seguenti libri di poesie: Al bianco dei pensieri, I Raggi della Divina Misericordia e Fir - Fili, sempre divulgati dalle Edizioni Ulivo rispettivamente nel 2015 e nel 2017.
Il 29 giugno 2018 ha ricevuto il premio speciale Biagio Marin.
Nel 2020 pubblica il libro di poesie in italiano Lo squarcio luminoso.

## Poesia[6][7]
- Riciam da cà nôssa (Bologna, Accorsi, 1977)
- Strad, Sentee, Gent… (Lugano, Gaggini-Bizzozero SA , 1979)
- Scai da pèll (Lugano, Gaggini-Bizzozero SA , 1982)
- Nei giorni il Soffio (Lugano, La Buona Stampa , 1986)
- Di radís la vus (Lugano, La Buona Stampa, 1991)
- A passi sospesi (Balerna, Edizioni Ulivo, 2002)
- Le Madri (plaquette) (Balerna, Edizioni Ulivo, 2005)
- Il mondo degli Ulivi - Ul mund di Uliv (plaquette) (Balerna, Edizioni Ulivo, 2005)
- Cerc Slungaa - Cerchio allungato (Balerna, Edizioni Ulivo, 2008)
- La danza degli aquiloni (Balerna, Edizioni Ulivo, 2010)
- Sguardi perduti (Balerna, Edizioni Ulivo, 2013)
- Al bianco dei pensieri (Balerna, Edizioni Ulivo, 2015)
- I Raggi della Divina Misericordia (Balerna, Edizioni Ulivo, 2015)
- Fir - Fili (Balerna, Edizioni Ulivo, 2017)
- Lo Squarcio luminoso (Balerna, Edizioni Ulivo, 2020)

## Prosa[6]
- Il giocoliere delle gocce (Balerna, Edizioni Ulivo, 2012)